# Ionuț Mihălăchioae
Ionuț Mihălăchioae (n. 30 ianuarie 1991, Bacău)  este un jucător de fotbal român, care în prezent joacă pentru echipa Foresta Suceava. A  făcut parte din Echipa națională de tineret a României. Este cunoscut pentru forța execuțiilor sale din lovitură liberă și incursiunile sale în sprijinul ofensivei.